# 紋別岳 (伊達市)
紋別岳（もんべつだけ）は、北海道胆振総合振興局伊達市にある標高715mの山である。山頂には二等三角点「東山」が設置されている。

## 概要
伊達市の旧名である紋鼈村に起因し、伊達紋別岳とも称される。
アイヌ語でモ・ペッ（ゆっくり流れる静かな川）の意味。
登山口は「太陽の園」付近にある。

## 近隣の山
- 鷲別岳（911.1m）
- 稀府岳（702.2m）
- 三等三角点「牛社奥」（662m）
- 三等三角点「有珠界」（765m）
- 二等三角点「喜紋別」（635m）
- 有珠山（737m）
- 昭和新山（398m）